# Malá Úpa
Malá Úpa (německy Kleinaupa) je horská příhraniční obec výrazně rekreačního charakteru ve východních Krkonoších v okrese Trutnov. Je vzdálena asi 5 km severovýchodně (vzdušnou čarou) od Pece pod Sněžkou. Celé území obce se nachází v Krkonošském národním parku. Nejvyšším bodem obce je Sněžka 1603 m, nejnižším bodem je místo, kde opouští území obce řeka Malá Úpa – 720 m. Obcí prochází silnice II/252 ke zdejšímu hraničnímu přechodu s Polskem na Pomezních Boudách.  Název dala obci řeka Malá Úpa, která na horním konci obce pramení a kousek pod dolním koncem se vlévá do Úpy. Žije zde 157 obyvatel.

## Historie
1566 První dřevaři dorazili do Malé Úpy i s rodinami v roce 1566 z Tyrolska, Korutan a Štýrska. Byli povoláni Kryštofem Gendorfem, který svým rozhodnutím na čas vyřešil zásobování dřevem stříbrných dolů v Kutné Hoře. Na Malé Úpě začalo kácení stromů, po kterém se v horské přírodě postupně objevovaly nové louky a pastviny.
1567 První klausy (plavební přehrady) odborníci postavili už v roce 1567, velikou z roku 1575 zachycuje Hüttelova mapa Krkonoš. Holzknechti tehdy v Malé Úpě provozovali šest klaus a brzy vykáceli téměř všechny porosty. Přestože se později potomci alpských dřevařů věnovali především horskému zemědělství, udrželi v Malé Úpě dřevorubecké řemeslo celých 400 let.
1748 Do katastru zapsána samostatná obec Malá Úpa.
1769 V roce 1769 povolil majitel maršovského panství Josef Vilibald Shaffgotsch horalům, aby si v lokalitě Nové Domky založili nové louky a chalupy. Každý horal měl před i za chalupou k dispozici pás louky, a tak v krkonošské krajině vzniklo ojedinělé lánové uspořádání osady, které bývalo typické pro zemědělské kraje ve 13. či 14. století.
1779 Místo na půli cesty mezi Spáleným Mlýnem a Pomezními Boudami se dnes jmenuje U Kostela, ale původní názvem byl Kuželiště (Kegelplan) podle tvarů složeného vytěženého dřeva. Důležité pro rozvoj místa bylo září 1779, kdy tudy na koni projel římský císař a budoucí český král Josef II. Horalům slíbil, že se zasadí o stavbu kostela, hřbitova a školy. Při cestě, která končila noclehem ve Spáleném Mlýně, ho doprovázel generál Laudon, hrdina známé zlidovělé písně.  Dne 12. září 1779 dorazil na koni přes Albeřice a Lysečiny do Malé Úpy a přenocoval v tehdejším Kneifelově, později Mohornově a dnes Spáleném mlýně. Horalům se podařilo získat od budoucího panovníka příslib vystavět v Malé Úpě kostel a založit farní lokálii, později povýšenou na farní úřad.
1791 Byl vysvěcen dřevěný kostel sv. Petra a Pavla. Ten však po úderu blesku shořel a teprve zděný z roku 1805 se zachoval zhruba ve stejné podobě dodnes. Zůstal hlavní dominantou Malé Úpy.
1797 První učitel Anton Rhuß nastoupil na Malou Úpu 1. října 1791, jen několik měsíců po vysvěcení dřevěného kostela. Po šesti letech výuky v provizoriu se v roce 1797 děti dočkaly vlastní školní budovy a kantor školního bytu. Škola stála naproti kostelu a přečkala v těsné blízkosti i jeho požár v roce 1805. Jak vypadala první školní budova nevíme, ale podle popisu byla prostou dřevěnou chalupou s jednou učebnou, velkou a malou místností pro rodinu učitele a nezbytným kravským chlévem. Už čtvrtý učitel Franz Schier si vymohl pozemek, který postupně on a jeho nástupci přeměnili na louku. Aby se v Malé Úpě kantoři uživili, museli vedle výuky dětí ještě hospodařit. Přitom tehdy do lavic jednotřídky zasedalo 170 žáků.

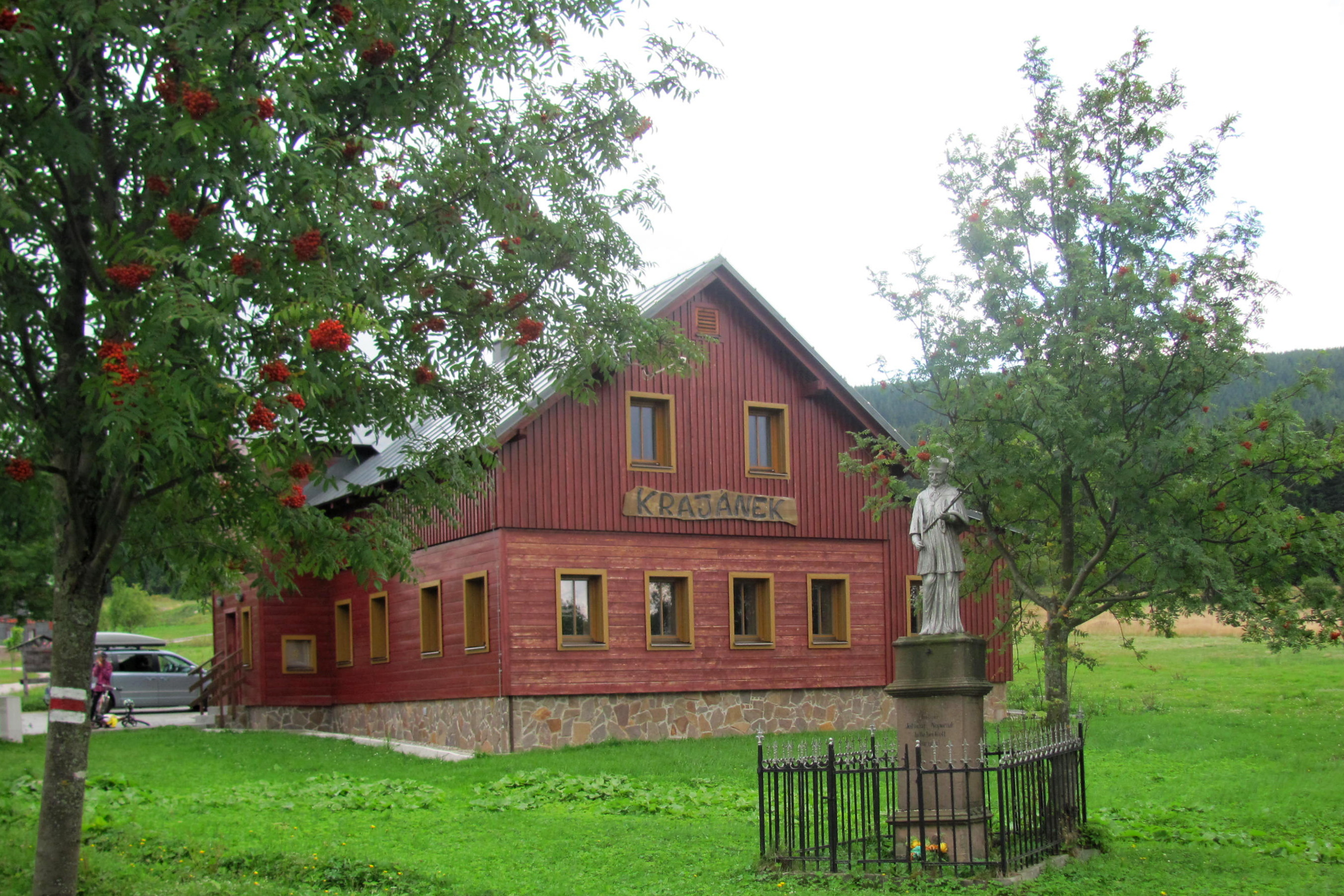
Chalupa v Malé Úpě

1815 Počátky cestovního ruchu na české straně Krkonoš najdeme právě v Malé Úpě. Podle pověsti zapsané ve staré maloúpské kronice založili Hraniční (Pomezní) Boudy vyhnanstvím potrestaní rakouští šlechtici. Jeden z nich se prý jmenoval Hübner a v roce 1663 si vzal dceru místního uhlíře. Snad jejich potomek Stefan Hübner v roce 1815 přestavěl rodnou chlupu na hotel. Už v té době sem dovážel sudové maďarské víno ze sklepů poblíž Vídně. Hlavními hosty byli Němci ze sousedního Slezska, ale i z Pruska a Dolního Saska. Od roku 1815 se odtud konaly jízdy hostů na rohačkách. Na Hübnerovu boudu dojeli na saních tažených koňmi, po zábavě sjížděli rychle dolů do Kowar na saních rohačkách řízených místními horaly. Teprve mnohem později tuto atrakci zavedli i v jiných místech Krkonoš. V roce 1821 Stefan Hübner hotel rozšířil o taneční sál a místo pro vlastní kapelu. V tehdy nejlepším horském hotelu Krkonoš Hübnerově boudě pobývali významní hosté, například po vyhrané prusko-rakouské válce v roce 1866 korunní princ a pozdější pruský císař Friedrich. Do katastru obce patří část nejvyššího vrcholu na sever od Alp Sněžky a kolem Hübnerovy boudy vedla tehdy hlavní výstupová cesta.
1841 Nejstarší celnice byla někde ve Smrčí, na Pomezní Boudy se přestěhovala až 1. listopadu 1841. Provizorně sloužila v již zaniklé Staré Pomezní boudě jen několik kroků od tohoto místa. V roce 1856 nechal majitel maršovského panství hrabě Berthold Aichelburg postavit u hranice nízké dlouhé stavení s valbovou střechou a c. k. celnímu a finančnímu úřadu dům pronajal. Brzy se sem přestěhovala z Karpacze i pruská celnice. Pod jednou střechou celní úřady vydržely jen do prusko-rakouské války v roce 1866. Pruská celní správa se tehdy vrátila do Kowar a teprve 15. srpna 1923 byla dokončena na německé straně nová celnice. To pomohlo k otevření hraničního přechodu pro automobily 1. července 1924. Nejtěžší a nejsmutnější byl pro celnici a celníky rok 1938. Fanatičtí sudetští Němci 20. září československý celní úřad napadli a stanici vypálili. Přitom zavraždili zraněného strážmistra Eduarda Šimana. Tato událost se stala záminkou pro stejně ubohou pomstu v roce 1945. U celnice byli Čechy 28. května bez soudu zastřeleni starosta Horní Malé Úpy Maximilian Ruse, bývalý starosta Dolní Malé Úpy Johann Tasler, učitel Josef Patzelt, náhodně vybraní občané August Bönsch, Friedrich Buchberger, Johann Kirchschlager, Rudolf Purmann se synem Hermannem a jeho kamarád z Vratislavi. Posledním dvěma chlapcům bylo 17 let. Hranice po válce zůstala uzavřená až do roku 1961. Současná společná česko-polská celnice je z roku 1963. K poslednímu uzavření hraničního přechodu došlo při vyhlášení výjimečného stavu v Polsku v roce 1980. Po deseti letech závoru osobně zvedl a přechod znovuotevřel prezident Václav Havel. Od 1. dubna 1994 byl obnoven i automobilový provoz.
1868 Maloúpský občan a zakladatel dodnes stojícího hostince Pomezní bouda Hermann Blaschke postavil v roce 1868 na maloúpské části vrcholu Sněžky Českou boudu. I když ji už za dva roky prodal silnějšímu sousedovi z Pruské boudy Friedrichu Sommerovi, byla dlouho nejvýznamnějším hostinským podnikem na české straně hor.
1875 Zlepšení podmínek dětem i učitelům přinesla výstavba nové školy v roce 1875. Stojí na stejném místě jako ta nejstarší, ale v domě je dnes ubytování pro hosty. S odchodem starousedlíků v obci skončila výuka v německém jazyce a výrazně poklesl počet žáků. Škola se přestěhovala na Pomezní Boudy 28. října 1948 a přes čtyřicet let děti chodily prvních pět a později čtyři roky do malotřídky v domě dnešního Bufetu na Pekárně. V roce 1990 obec pro školu získala pěkný dům v nejnižší části Pomezních Bud.
1876 Poštovní úřad byl v Malé Úpě otevřen 1. 3. 1876 v již zaniklé chalupě u kostela. Bývalo zvykem, že sídlil v privátních domech, nejčastěji v chalupě poštmistra. Zpočátku poštovní posel jednou týdně vyzvedával poštovní zásilky na poště v Maršově a přinášel je do Malé Úpy. Už od 80. let 19. století poslové odnášeli poštu do Maršova a přinášeli zpět každý den, od roku 1914 dvakrát denně. Teprve 16. listopadu 1897 byl v Malé Úpě jmenován první listonoš Alfred Hoffmann, aby doručoval poštu do jednotlivých chalup. Od roku 1913 byl v obci jeden listonoš pro Dolní a jeden pro Horní Malou Úpu. Poštovní úřad sídlil v několika chalupách v okolí kostela, teprve během 2. světové války se přestěhoval na Pomezní Boudy. Po válce se na krátkou dobu vrátil ke kostelu, ale od roku 1950 je na Pomezních Boudách. V letech 1984 až 1992 se v návaznosti na ztrátu samostatnosti obce poštovní úřad jmenoval Pec pod Sněžkou 4. Proměnlivé jméno poštovního úřadu zachytilo v průběhu 127 let deset různých poštovních razítek. Úplně první vydrželo po celou dobu zdejší císařské a královské pošty v jednom provedení s dvoujazyčným KLEIN AUPA – MALÁ OUPÁ. Chyba v českém pojmenování Úpa na razítku vydržela až do roku 1920. Poštovna v České boudě na Sněžce byla sice otevřena roku 1899 na území Malé Úpy, ale spravovala ji pošta v Peci.
1882 Naposledy se z Malé Úpy plavilo dřevo v roce 1882 ke sklárně v Temném Dole. Nespolehlivou dopravu dřeva po vodě nahradilo svážení na saních rohačkách. Během posledních dvaceti let 19. století majitelé panství Czernin-Morzinové postavili nejen v Malé Úpě desítky kilometrů sáňkařských cest. V létě a na podzim dřevaři připravili klády i metrové dřevo, které v zimě na saních svezli do údolí, odkud jej odvážely povozy a později nákladní automobily. Najednou zkušený dřevař na saních svezl až 3 kubíky dřeva, tedy přes 1500 kilogramů.
1890 Původně se seno na půdu ukládalo po žebříku velkými vraty ve štítu, ale taková chalupa se v Malé Úpě nedochovala. Zato tu najdeme 17 původních chalup s místní zvláštností – šindelovým seníkovým vikýřem. Dříve než v jiných částech Krkonoš, začali horalé s ukládáním sena skrz zvláštní vchod na půdu přímo ze svahu. Do krovu přidali menší stolici, na kterou zvedli čtyři krokve a pomocí latí a šindelové krytiny vytvarovali vlnovku, pod kterou se schovala vrata. Protože podobný typ vikýře nebyl nikde jinde v Evropě nalezen, říkáme mu maloúpský seníkový vikýř. V Malé Úpě býval téměř na všech chalupách, k tomu ještě na několika domech v Horních Albeřicích, Horních Lysečinách a ve dvou případech byl doložen i v Maršově. Teprve od konce 19. století se v Krkonoších uplatnil seníkový vikýř se sedlovou střechou, který se stal součástí většiny zdejších chalup. Zvětšil půdu o pracovní prostor, kde si hospodář ukládal pomůcky a i v Malé Úpě většinou nahradil starší šindelový typ vikýře. Přesto je maloúpský vikýř významným přínosem zdejších horalů krkonošské lidové architektuře. S rozvojem turistiky a pronajímáním pokojů pro hosty horalé ubrali na půdě místo pro seno a vestavěli sem obytné místnosti. Hlavní pokoj uprostřed prosvětlili předním sedlovým vikýřem, který často zrcadlově kopíroval seníkový vikýř na druhé straně střechy. Dvě stovky prázdných maloúpských chalup po vyhnání původních obyvatel v letech 1945 a 1946 zachránili chalupáři z různých míst Čech. Čtyřicet „nepotřebných“ chalup bylo zbořeno, některé domy v 70. a 80. letech 20. století při rekreačnímu tlaku ztratily autentickou podobu, přesto zůstala Malá Úpa nejvýznamnějším souborem horské lidové architektury v Krkonoších.
1899 Na konci 19. století chovali v Malé Úpě tisíc krav, v roce 1945 nejméně 550, po vystěhování původních obyvatel postupně chov dobytka skončil.
1945 Na konci druhé světové války došlo v masivu Sněžky k nejznámějšímu leteckému neštěstí v Krkonoších. Do povědomí lidí se zapsalo hlavně tím, že trosky letadla pokrývaly část úbočí Obřího hřebene celých 53 let a sedm měsíců. V únoru 1945 Rudá armáda obklíčila Wroclaw (Breslau) a Němci odtud letecky evakuovali zraněné vojáky. Dne 23. února 1945 se letadlo Junkers typu JU-52/3m g4e pilotované Emilem Hannemannem a druhým pilotem Albertem Linkem dostalo do silné sněhové bouře a ve čtyři hodiny ráno narazilo do Sněžky na úbočí Obřího hřebene jen těsně pod Traversem. Podle rozbitého prostředního motoru letadlo pravděpodobně narazilo čelně do svahu. Ještě ten den vyrazili z Malé Úpy chlapi s rohačkami, aby každý naložil jednoho mrtvého vojáka a svezl ho na maloúpský hřbitov. Vojáci byli pohřbeni ve dvou řadách na hřbitově vlevo od vchodu. Lidovým spolkem pečujícím o německé válečné hroby byly v červnu 2002 ostatky 23 vojáků exhumovány a poté uloženy na německém vojenském hřbitově v Brně. Identifikace podle osobních vojenských známek potvrdila totožnost i počet mrtvých vojáků uvedených v maloúpské matrice v tužkou psaném seznamu stvrzeném razítkem farnosti. Zbytky letadla jsou uloženy v Infocentru v Malé Úpě a také u zídky hřbitova sv. Petra a Pavla. Poblíž místa havárie letadla JU 52 na Obřím hřebenu v masivu Sněžky umístila Hradní společnost Aichelburg v roce 2001 u chodníku Traverz českou a německou pamětní desku.
1946 Od dubna do listopadu 1946 bylo přes sběrný tábor v Kalné Vodě u Trutnova vystěhováno převážně do západní zóny Německa v sedmi transportech skoro tisíc obyvatel Malé Úpy. S sebou si mohli vzít podle upřesnění od 30 do 75 kilogramů osobních věcí. V Malé Úpě smělo zůstat 14 dřevařských rodin, které si svůj zkonfiskovaný majetek později koupily zpět. Důsledek úplné výměny obyvatel je dodnes patrný ve snížení osídlení horské obce na desetinu, přerušení hospodářské, kulturní a společenské kontinuity. Velký dopad má vyhnání horských hospodářů na stav kulturní krajiny. Od roku 1990 starousedlíci a jejich potomci do starého domova pravidelně přijíždějí. Zástupci obce a krajanů společně několikrát projevili přání vzájemného usmíření.
1948 Až do roku 1948 pak bylo místo U kostela přirozeným centrem Malé Úpy. Navíc tu měli ještě faru, poštu, sídlo lesní správy a hostinec. Po roce 1948 se úřadování přeneslo na Pomezní Boudy, kam vedla hlavní silnice.
1961 Byl postaven první vlek, U Kostela 1000 – Renerovky, v Malé Úpě byl postaven v sezóně 1961/1962. Na patce je vytesáno: „Provedl kolektiv socialistické práce Průmstav Pardubice 30.11.1960“.
1990 Při prvních svobodných volbách v roce 1990 byla samospráva obnovena a obec si zřídila vlastní obecní úřad.
2008 Otevření Pohádkové stezky
2010 Otevření sjezdovky Pomezky. Lyžování na kilometr dlouhé a šedesát metrů široké sjezdovce si skvěle vychutnají zejména začínající a středně pokročilí carvingoví lyžaři. Ve skiareálu Pomezky si návštěvníci Malé Úpy zalyžují na jedné z nejvýše položených červených sjezdovek v České republice.
2014 Otevření Galerie Celnice – nejvýše položené galerie v Čechách
2016 Otevření pivovaru Trautenberk

## Pamětihodnosti
- Kostel sv. Petra a Pavla, 975 m nad mořem (5. nejvýše položený kostel v České republice)
- Vesnická památková zóna Šímovy chalupy

## Rekreace
Malá Úpa je výchozím bodem pro výstup na Sněžku, která je z Pomezních Bud vzdálena 8 km. Díky své poloze přímo na hranici je také výchozím místem pro objevování Polska.
V zimě se lyžuje ve dvou skiareálech Pomezky a U kostela. Provozovatelem celého skiareálu je SKiMU. Kromě sjezdového lyžování je populární běžecké lyžování, skialpinismus, sněžnice a sáňkování.
V létě se největší oblibě těší Pohádková stezka s deseti zastaveními s pohádkami od spisovatelky Marie Kubátové. Děti putují mezi obživlými postavami a plní úkoly, za které obdrží na Infocentru v Malé Úpě odměnu.
Pomezní sedlo ve výšce 1 050 m nad mořem je atraktivním cílem pro silniční i horské cyklisty.

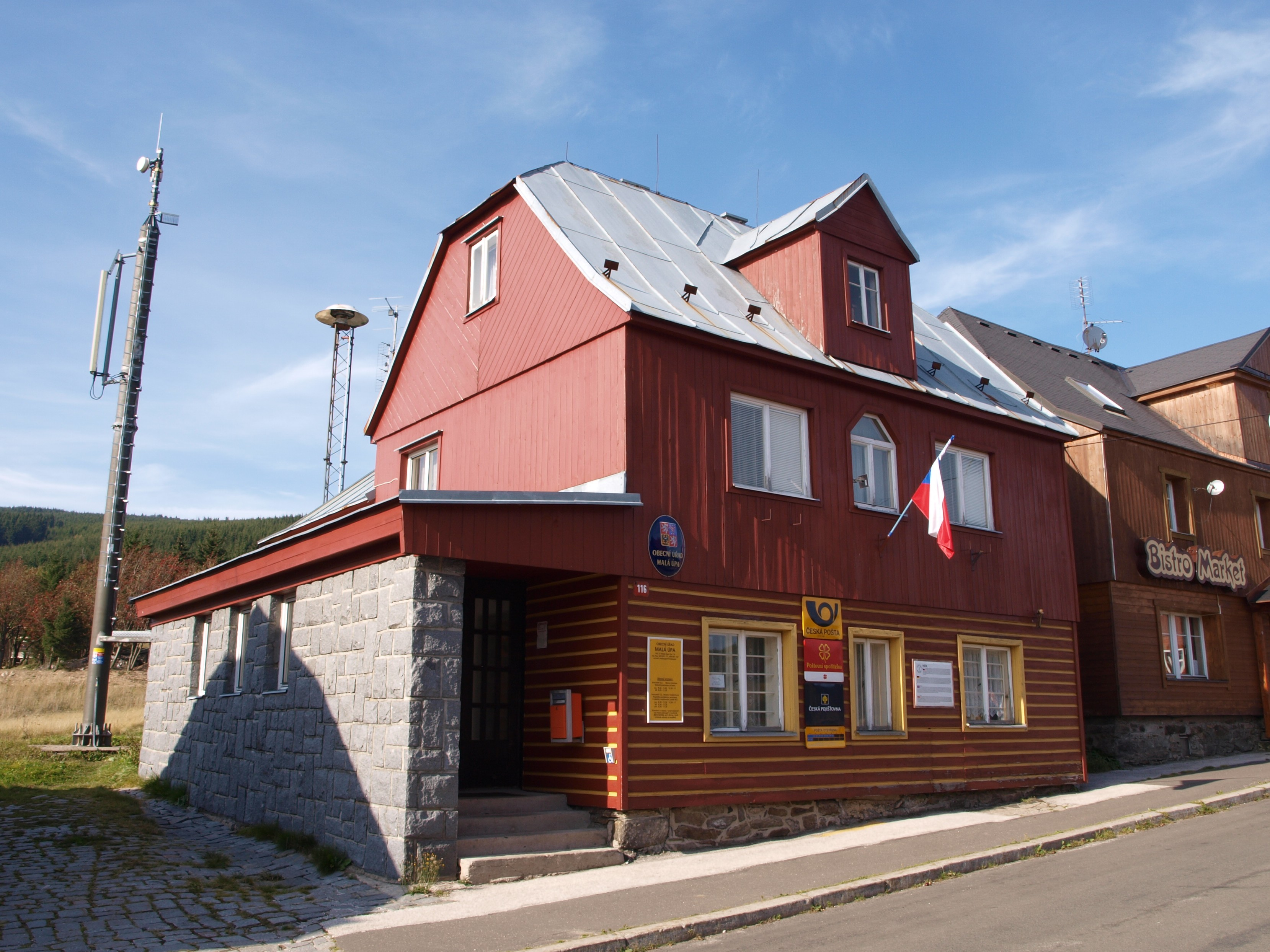
Budova obecního úřadu a pošty na Pomezních Boudách

## Části obce
- Dolní Malá Úpa (součástí je Spálený Mlýn)
- Horní Malá Úpa (součástí jsou Pomezní Boudy)